# Druhá vláda Willyho Brandta
Druhá vláda Willyho Brandta byla vláda SRN v období Západního Německa, působila od 15. prosince 1972 do 16. května 1974.
Byla vytvořena po federálních volbách, které se konaly stejného roku. Jednalo se o první předčasné volby v poválečné historii Německa. Tvořila ji sociálně-liberální koalice sociálně demokratické SPD a liberální středo-pravicové FDP.

## Aféra Guillaume
6. května 1974 byl Willy Brandt nucen rezignovat poté, co se veřejnost dozvěděla, že jeden z jeho nejbližších spolupracovníků Günter Guillaume pracoval pro východoněmeckou tajnou službu Stasi. V jeho funkci ho nahradil předseda FDP Walter Scheel.

## Seznam členů vlády

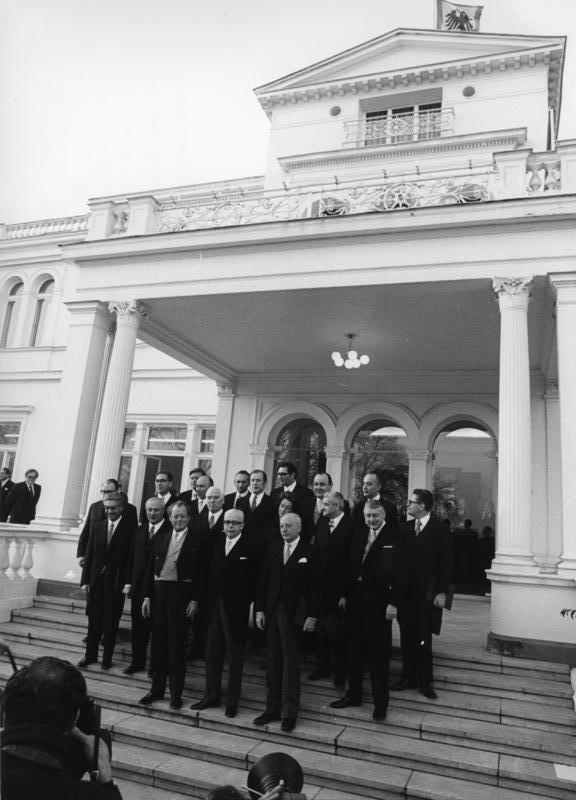
Členové kabinetu v den jmenování vády 15.12. 1972 v Bonnu (v první řadě v popředí Willy Brandt, spolkový prezident Gustav Heinemann a Walter Scheel).

| Portfej                                                          | Ministr                                         | Strana | Strana |
| ---------------------------------------------------------------- | ----------------------------------------------- | ------ | ------ |
| Spolkový kancléř                                                 | Willy Brandt do 7. května 1974                  |        | SPD    |
| Spolkový kancléř                                                 | Walter Scheel od 7. května 1974 pověřen řízením |        | FDP    |
| Zástupce spolkového kancléře                                     | Walter Scheel                                   |        | FDP    |
| Ministr zahraničních věcí                                        | Walter Scheel                                   |        | FDP    |
| Ministr vnitra                                                   | Hans-Dietrich Genscher                          |        | FDP    |
| Ministr spravedlnosti                                            | Gerhard Jahn                                    |        | SPD    |
| Ministr financí                                                  | Helmut Schmidt                                  |        | SPD    |
| Ministr hospodářství                                             | Hans Friderichs                                 |        | FDP    |
| Ministr výživy, zemědělství a lesů                               | Josef Ertl                                      |        | FDP    |
| Ministr práce a sociálních věcí                                  | Walter Arendt                                   |        | SPD    |
| Ministr obrany                                                   | Georg Leber                                     |        | SPD    |
| Ministryně mládeže, rodiny a zdravotnictví                       | Katharina Focke                                 |        | SPD    |
| Ministr dopravy                                                  | Lauritz Lauritzen                               |        | SPD    |
| Ministr územního plánování, bytové politiky a výstavby měst      | Hans-Jochen Vogel                               |        | SPD    |
| Ministr pro celoněmeckou problematiku                            | Egon Franke                                     |        | SPD    |
| Ministr výzkumu a technologií                                    | Horst Ehmke                                     |        | SPD    |
| Ministr pošt a spojů                                             | Horst Ehmke                                     |        | SPD    |
| Ministr školství a vědy                                          | Klaus von Dohnanyi                              |        | SPD    |
| Ministr pro hospodářskou spolupráci                              | Erhard Eppler                                   |        | SPD    |
| Ministr pro zvláštní úlohy Ředitel úřadu spolkového kancléře     | Egon Bahr                                       |        | SPD    |
| Ministr pro zvláštní úlohy Ředitel úřadu spolkového vicekancléře | Werner Maihofer                                 |        | FDP    |